# Войцех Фортуна

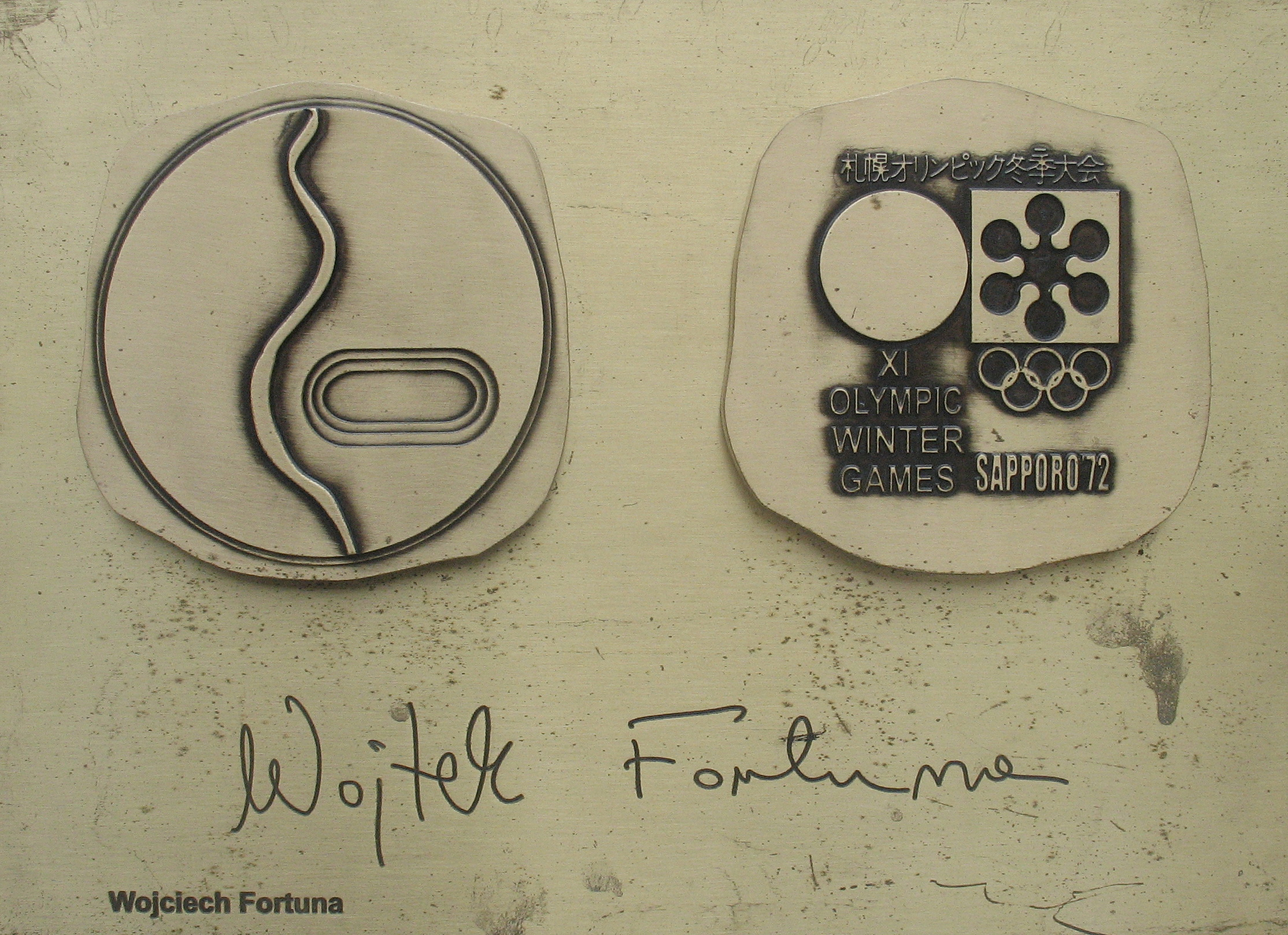
Копія медалі та автографа В. Фортуни на

Войцех Фортуна (пол. Wojciech Fortuna; нар. 6 серпня 1952) — колишній польський стрибун із трампліна, який виборов золоту олімпійську медаль на великій гірці на зимових Олімпійських іграх 1972 року в Саппоро. На нормальній гірці він фінішував шостим. Золота медаль була першим у Польщі та єдиним в історії Зимових Олімпійських ігор золотом аж до Ванкувера 2010.
Виступав із 1972 по 1976 рік.